# Faqih
Il faqih (plurale Fuqaha') (arabo: فقيه, pl.  فقهاء) è un esperto di fiqh cioè di giurisprudenza islamica ed in quanto tale può anche essere tradotto come giurista.
Un faqih è un esperto in una delle scuole tradizionali del fiqh, (chiamate madhhab). Nel sunnismo esistono le scuole hanafita, hanbalita, malikita e shafi`ita. Il faqih è un maestro nelle metodologie (usul) utilizzate da una o più di queste scuole ed è capace di applicarle per giungere alle decisioni tradizionali della sua scuola.